# باند باگ
باند باگ (به انگلیسی: Bond Bug) یک خودروی دو نفرهٔ کوچک انگلیسی سه چرخ است که از سال ۱۹۷۰ تا ۱۹۷۴ و در ابتدا توسط شرکت باند کارز و پس از آن توسط شرکت خودروسازی رلیانت تولید شد. باند باگ یک خودروی بسیار کوچک با بدنهٔ گوه‌شکل است که به جای درهای معمولی، از در یکپارچه‌ای استفاده می‌کند که اصطلاحاً آن را «در کانوپی» می‌نامند.